# Guilty of Romance
Guilty of Romance (恋の罪?, Koi no tsumi) è un film del 2011 diretto da Sion Sono.
Il soggetto è liberamente ispirato al libro di Franz Kafka Il castello. La versione integrale giapponese dura mezz'ora più di quella internazionale.

## Trama

Makoto Togashi e Megumi Kagurazaka

Il cadavere di una ragazza viene ritrovato in un quartiere malfamato di Tokyo. La Polizia investiga su due ragazze: Izumi e Mitsuko (quest'ultima scomparsa da giorni e vista nei pressi del luogo del ritrovamento del cadavere). La prima è una repressa moglie d'un romanziere di successo, schiava del marito e della routine, che si "libera" della sua condizione grazie al sesso (girando film hard e prostituendosi). La seconda è una professoressa universitaria che di notte - anch'essa - esercita la professione. Ben presto, Mitsuko diventa la mentore della timida Izumi, che dal canto suo si fa convincere a diventare a sua volta una escort (plagiata anche da un altro misterioso personaggio). In un crescendo di degenerazione sessuale e morale, infine, Izumi incontra il puritano marito alla ricerca di sesso. Da qui in poi si scoprono gli altarini del passato turbolento di Mitsuko, e la situazione degenera in un bagno di sangue, in cui viene coinvolta anche la madre di Mitsuko.